# Office Open XML
No s'ha de confondre amb l'OpenDocument o l'OpenOffice.org XML.
Office Open XML (conegut sovint com a OOXML o OpenXML) és un estàndard internacional per a presentar documents electrònics com fulls de càlcul, presentacions, bases de dades i documents de text desenvolupat per Microsoft.
El format era el successor dels formats binaris d'arxius d'anteriors versions de la Microsoft Office i va ser cedit a organitzacions d'estandardització com ECMA i ISO. El desembre del 2006 l'ECMA va aprovar-lo com a estàndard ISO 29500 i l'abril del 2008 l'ISO va fer el mateix després d'una votació dels estats a nivell mundial i que ha estat qüestionada pels detractors de l'estàndard.

## Votacions
La votació es va tancar el 2 de setembre del 2007 sense arribar a l'estandardització, que requeria dos terços de vots afirmatius per a passar per la via ràpida (fast track), però el resultat va ser de 53% dels vots positius davant al 26% dels vots negatius. Segons un comunicat de premsa de l'ISO, en el BRM celebrat a Ginebra del 25 al 29 de febrer del 2008 "Un total de 43 resolucions, que contenien disposicions o grups de disposicions es van acceptar, la major part d'elles unànimement, algunes per consens, només quatre per majoria simple i quatre van ser rebutjades"

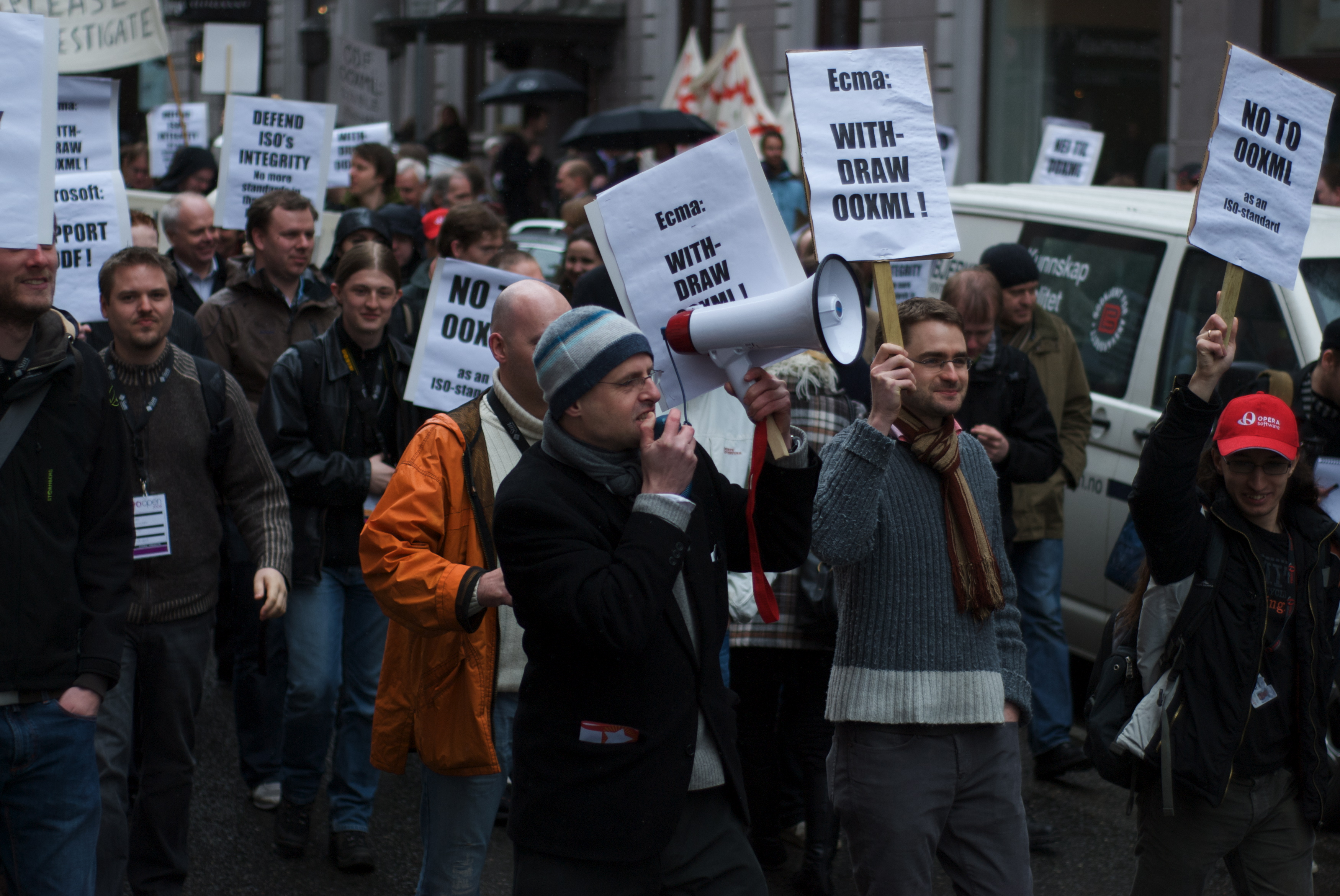
Protestes a Oslo (Noruega) contra l'estandardització del format OOXML.

El 5 de març es va fer públic que la Comissió Europea estava investigant el procés d'estandardització d'aquest format degut a diverses acusacions que els vots podrien estar influenciats. Certes organitzacions en contra de la utilització d'aquest format han denunciat irregularitats en el procés d'estandardització.
El termini per què els 87 organismes nacionals d'estandardització votessin la nova redacció de la norma amb les modificacions incorporades es va allargar fins al 29 de març del 2008. La votació va tenir un 75% dels vots a favor i un 14% dels vots en contra, de manera que es compleixen les condicions perquè passi a ser estàndard ISO.

## Controvèrsia
L'estàndard té un gran nombre de detractors, partidaris de l'ODF d'OASIS (que ja és l'estàndard ISO 26300). S'han organitzat recollides de firmes com NoOOXML que ja suma prop de 90.000 adhesions. També es van fer protestes en contra de l'estandardització del format a Oslo (Noruega).